# Opus-Dei: Existence After Religion
Opus-Dei: Existence After Religion er et kortspil, designet af danskerne Allan Schaufuss Laursen og Mark Rees-Andersen. Kortene i spillet repræsenterer enten filosoffer eller handlinger eller begreber, og spillet går ud på at samle på filosoffer (nogle filosoffer giver flere point end andre). Spillet er blevet beskrevet som "Guillotine med et andet tema".
Opus-Dei blev nomineret til Guldbrikken i 2009 i kategorien Årets Voksenspil.
Organisationen Opus Dei har ved Sø- og Handelsretten søgt at få spillets udgiver, Demagames, til at opgive navnet "Opus-Dei",
 men Sø- og Handelsretten fandt at spillet og organisationen ikke kunne forveksles.

## Eksterne links og referencer
- Spillets website
- Opus-Dei: Existence After Religion på BoardGameGeek

1. ↑  Ung dansker sagsøgt over retten til 'Guds værk', af Torben Benner, Politiken, 21. november 2012
2. ↑  Brætspil sagsøgt af Paven, af Peter Brichs på papskubber.dk d. 24. november 2012
3. ↑  Opus Dei taber retssag til dansker (sic), DR.dk, Frank Kristoffersen, 15. marts 2013
4. ↑  V-0085-10, Prelatura Del Opus Dei Region de España (Advokat Martin Sick Nielsen) mod Dema Games ApS (Advokat Janne Glæsel)

| Spil | Spire Denne artikel om spil eller lege er en spire som bør udbygges. Du er velkommen til at hjælpe Wikipedia ved at udvide den. |